# Тейт, Кэтрин
Кэ́трин Тейт (англ. Catherine Tate; урождённая — Кэ́трин Форд; род. 5 декабря 1969 года, Блумсбери, Лондон, Великобритания) — британская актриса, комик и сценарист, создательница ряда запоминающихся образов, занявших прочные места в истории британской комедии.
Прежде всего известна как грубая пенсионерка и невоспитанная школьница, которая прославилась своими дерзкими ответами королеве Елизавете II и 73-му премьер-министру Великобритании, из «Шоу Кэтрин Тейт», спутница Повелителя Времени Донна Ноубл из «Доктора Кто», менеджер по спецпроектам Нелли Бертрам из «Офиса» и учительница французского Сара Постерн из «Большой школы».
Обладательница около двадцати наград и ещё стольких же номинаций, в том числе на телепремии BAFTA и «Эмми».

## Ранние годы и образование
Кэтрин родилась в известном своим богатым историческим и культурным наследием районе Блумсбери в центре Лондона и всё своё детство провела в жилом комплексе «Брансуик-центр».
Её мать, Джозефина Форд, была флористом, и была уверена, что и маленькая Кэтрин продолжит семейное дело, когда вырастет. Отец Кэтрин ушёл из семьи, когда ей было всего полгода, и поэтому воспитывать будущую актрису её матери помогали лишь бабушка и крёстные.
В детстве она страдала от обсессивно-компульсивного расстройства, характеризующегося на словесных ассоциациях. Например, она никогда бы не оставила на полу свой джемпер, так как была уверена, что это обязательно принесёт несчастье её матери, чьё имя также начинается с буквенного сочетания «дж». При этом она была и ужасно застенчивой.
Училась она поначалу в Римско-католической начальной школе Святого Иосифа в Холборне, а затем в средней католической школе для девочек «Нотр-Дам» в Саутуарке. Уже будучи подростком, она мечтала о профессиональной актёрской карьере, поэтому свои последние годы учёбы Кэтрин провела в католической школе для мальчиков «Колледж Салезиан» в Баттерси, в которой имелась возможность учиться актёрскому мастерству.
Актёрское образование она получила в Центральной школе сценической речи и драматического искусства. Поступить сразу у неё не получилось, однако юная Кэтрин не сдавалась, и в итоге её приняли туда только с четвёртого раза. В 1991 году она ездила по программе обмена студентами в СССР, где выступала на сцене одного из московских театров.

## Карьера

### Начало карьеры
Дебют Кэтрин на телеэкранах состоялся в январе 1991 года. В следующие несколько лет она неоднократно исполняла эпизодические роли в таких долгоиграющих драматических сериалах, как «Чисто английское убийство» и «Лондон горит».
В середине девяностых Кэтрин часто начала появляться на театральных подмостках. Она участвовала в спектаклях Королевского национального театра, а также несколько лет гастролировала с Национальным молодёжным театром и Королевским шекспировским театром. В это же время она начала выступать с собственными стендап-номерами.
В 2000 году она принялась покорять Эдинбургский фестиваль вместе с представлением Ли Мака, которое было отмечено номинацией на местную премию. Год спустя будущая звезда вновь отправилась на фестиваль вместе со своим сольным шоу, на котором уже тогда присутствовали сценки, ставшие через несколько лет культовыми благодаря её скетч-сериалу.
В 2002 году вместе с Саймоном Пеггом и другими комедийными актёрами Кэтрин снялась в сюрреалистическом скетч-шоу «Большая возня». Позднее в этом году она исполнила свою первую крупную роль — в ситкоме «Дикий запад», повествующем о жителях небольшой корнуоллской деревушки, где также засветились Дон Френч и Дэвид Брэдли.

### Взлёт карьеры
В 2004 году стартовал её собственный комедийный скетч-сериал «Шоу Кэтрин Тейт», который прославил Кэтрин как на родине, так и за рубежом, и подарил ей множество почётных наград и номинаций. Сериал продлился три сезона, также было снято несколько рождественских выпусков. В нём она мастерски перевоплощалась в людей из разных социальных слоёв и возрастных групп. Из всего множества героинь, засветившихся в сериале, публика больше всего оценила образы школьницы Лорен Купер и пенсионерки Джоанни Тейлор. Некоторые персонажи легли в основу российского скетч-шоу «Одна за всех».
В 2005 году она вернулась на сцену в спектакле «Некоторые девушки» с Дэвидом Швиммером. Затем приняла участие в королевском представлении для Елизаветы II и принца Филиппа, а также появилась в двух исторических сериалах — в одной из серий «Мисс Марпл Агаты Кристи» и экранизации «Холодного дома» Чарльза Диккенса.
В 2006 году словечко bovvered из коронной фразы актрисы в «Шоу Кэтрин Тейт» — «А меня волнует?» (англ. Am I bovvered?) — из-за частого использования британцами в разговорной речи получило звание «Слово года» и было занесено в Оксфордский словарь. Позже в этом же году она на пару с Дэвидом Теннантом появилась в конце серии «Судный день» культового научно-фантастического сериала «Доктор Кто», а затем стала заглавной героиней его рождественского выпуска «Сбежавшая невеста».
Вторая половина 2006 года стала для неё крайне насыщенной на фильмы. В это время с участием актрисы вышли такие киноленты, как «Любовь и другие катастрофы», «Попасть в десятку», «Чемпионат 66 года» и «Сцены сексуального характера». Следующий год принёс ей главные роли в комедийных драмах «Дневник плохой мамаши» и «Революция миссис Ратклифф».
В начале 2007 года Кэтрин приняла участие в благотворительном телевизионном марафоне организации «Разрядка смехом», причём буквально затмив всех остальных участников. Тогда было показано целых пять забавных скетчей с героинями «Шоу Кэтрин Тейт» и различными британскими знаменитостями, в том числе премьер-министром Великобритании Тони Блэром.
Очередная волна успеха нахлынула к ней в 2008 году, когда Кэтрин вернулась к роли Донны Ноубл в сериал «Доктор Кто», однако теперь уже в качестве постоянной спутницы главного героя. Изначально её возвращение не планировалось, но после проявленного интереса как со стороны создателей сериала, так и её самой, исполняющий должности шоураннера Расселл Ти Дейвис с радостью вернул её героиню в четвёртом сезоне, а затем в специальном выпуске «Конец времени» в 2009 году.

### Последующие работы

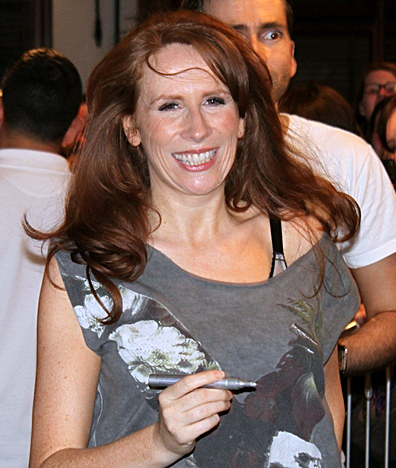
Кэтрин вместе с Дэвидом Теннантом в июле 2011 года после одного из показов спектакля «Много шума из ничего».

На Рождество 2009 года вышла «Рождественская история бабули» — своеобразная экранизация знаменитой повести Чарльза Диккенса, в центре которой вместо известного скупердяя Скруджа оказалась ранее появлявшаяся в «Шоу Кэтрин Тейт» сквернословящая старушка Джоанни Тейлор, которую отчаянно пытались поставить на путь истинный три чудаковатых призрака в исполнении Бена Миллера, Дэвида Теннанта и Роджера Ллойда-Пэка. Популярность героини впоследствии сподвигла Кэтрин на создание трёхсерийного спин-оффа «Бабуля Кэтрин Тейт», а затем и полнометражного фильма.
В 2010 году она сыграла королеву лилипутов в голливудской экранизации романа Джонатана Свифта «Путешествия Гулливера», после чего засветилась в романтической комедии «Монте-Карло» в роли тёти героини Селены Гомес.
В мае 2011 года Кэтрин воссоединилась с Дэвидом Теннантом на сцене Вест-Энда в шекспировском спектакле «Много шума из ничего», где исполнила роль Беатриче. Также в 2011 году она приняла участие в финале седьмого сезона американского сериала «Офис».
В 2012 году она вернулась в «Офис» в роли Нелли Бертрам и продолжила её играть на протяжении всей второй половины восьмого сезона. В последнем, девятом сезоне, выходившим вплоть до мая 2013 года, её героиня стала одной из постоянных.
В 2013-2014 годах она исполняла роль учительницы французского языка Сары Постерн в ситуационной комедии «Большая школа», в которой также приняли участие Дэвид Уоллиамс, Филип Гленистер и Фрэнсис де ла Тур.
Ноябрь 2014 года принёс Кэтрин первую роль в мюзикле. Она воплотила на сцене образ реально живущей Сары Джейн Мур, покушавшейся на жизнь президента США Джеральда Форда, в постановке Стивена Сондхайма «Убийцы». После участия в мюзикле Кэтрин сыграла с Джуди Денч и Марком Гейтиссом в спектакле «Голосование», который в день освящённых в нём парламентских выборов 2015 года транслировался в прямом эфире.
Незадолго до этого вышел благотворительный скетч с участием известного учёного Стивена Хокинга, где Кэтрин появилась в роли монахини. Затем последовали роли в низкобюджетной супергеройской комедии «СуперБоб» и телевизионном фильме «Не беспокоить».
В 2016 году она исполнила свою давнюю мечту, уделив всё своё время организации гастролей по крупнейшим городам Великобритании, в которых она вернулась к около двадцати комичным образам из «Шоу Кэтрин Тейт». В конце 2018 года гастроли добрались до Австралии и Новой Зеландии.
В 2017 году Кэтрин подарила голос злодейке Магике де Гипноз в перезапуске культового анимационного телесериала «Утиные истории» после того, как в июле того же года скончалась озвучивавшая её в оригинальном мультсериале актриса Джун Форей. Её коллега по сериалу «Доктор Кто», Дэвид Теннант, озвучил в сериале главного героя и противника Магики — Скруджа МакДака.

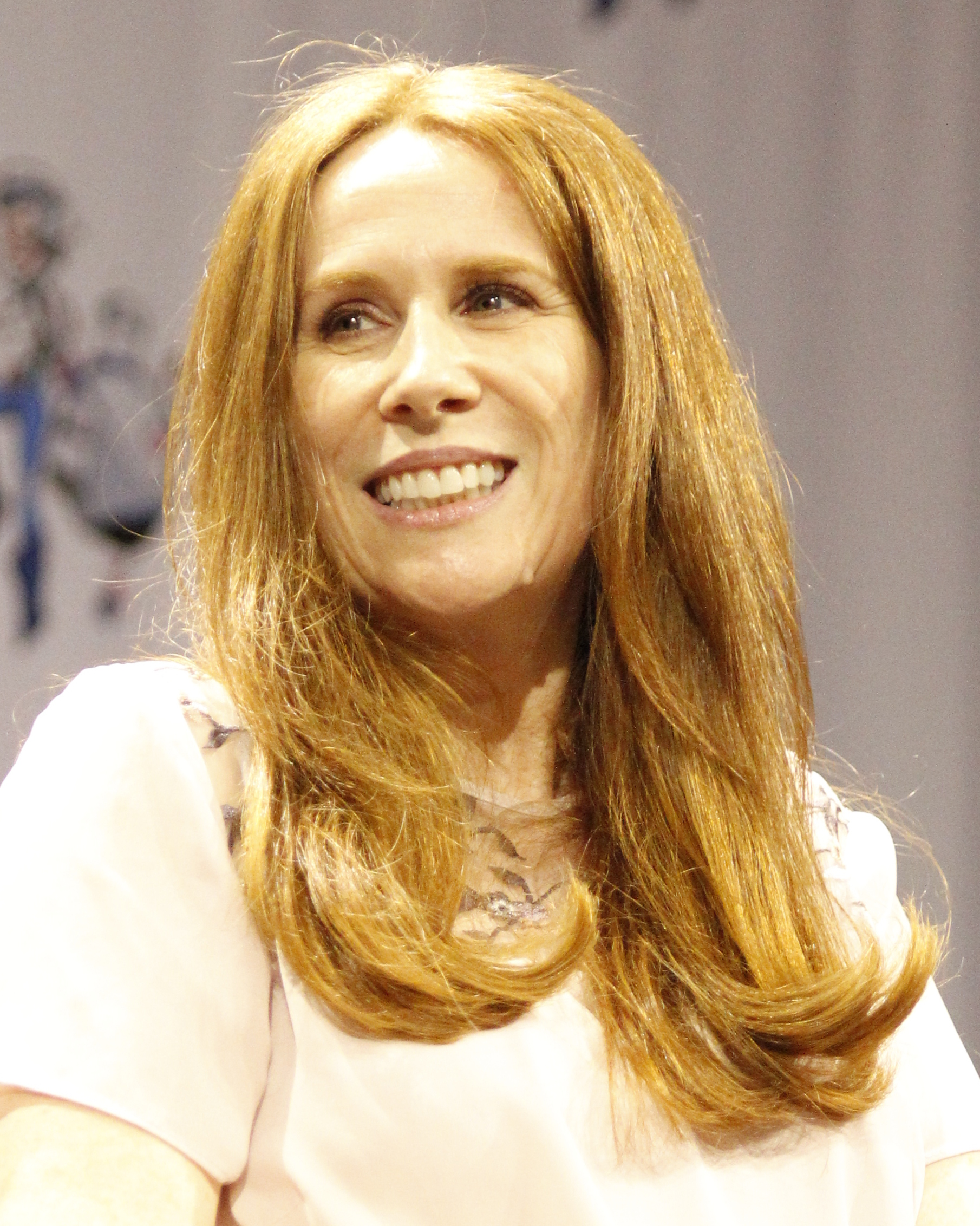
Кэтрин на конвенции «GalaxyCon Raleigh» в США в июле 2019 года.

В апреле 2022 года на стриминговом сервисе Netflix вышла псевдодокументальная шестисерийная комедия «Преступницы» о заключённых и сотрудниках вымышленной женской тюрьмы, в котором Кэтрин выступила одновременно сценаристкой, режиссёром и исполнительницей пяти женских и одной мужской роли. Спустя месяц было объявлено, что актриса вернётся к роли Донны Ноубл на 60-летний юбилей «Доктора Кто».

## Личная жизнь
В январе 2003 года путём кесарева сечения Кэтрин родила дочь Эрин. Отцом стал театральный менеджер Твиг Кларк, с которым она познакомилась в конце девяностых во время работы в Королевском национальном театре. Она страдала от послеродовой депрессии, но сумела её преодолеть благодаря актёрству.
После 2011 года актриса состояла в отношениях с музыкантом, автором-исполнителем и бывшим участником британской поп-группы Take That Джейсоном Оранджем, а затем — с теле- и радиоведущим Эдрианом Чайлзом. На момент 2022 года она проживает в Лондоне вместе со своей дочерью, американским сценаристом Джеффом Гатхаймом и собакой, которая является помесью чихуахуа и брюссельского гриффона.
Кэтрин свободно владеет французским, итальянским и испанским языками.

## Избранная фильмография
| Год          |     | Русское название                        | Оригинальное название                 | Роль                     |
| ------------ | --- | --------------------------------------- | ------------------------------------- | ------------------------ |
| 2002         | с   | Большая возня                           | Big Train                             | различные роли           |
| 2002—2004    | с   | Дикий запад                             | Wild West                             | Анджела Филлипс          |
| 2004—2009    | с   | Шоу Кэтрин Тейт                         | The Catherine Tate Show               | различные роли           |
| 2005         | с   | Мисс Марпл Агаты Кристи                 | Agatha Christie's Marple              | Митци Косински           |
| 2005         | с   | Холодный дом                            | Bleak House                           | миссис Чадбанд           |
| 2006         | ф   | Любовь и другие катастрофы              | Love and Other Disasters              | Таллула Риггс-Вентворт   |
| 2006         | ф   | Попасть в десятку                       | Starter for 10                        | Джули Джексон            |
| 2006         | ф   | Чемпионат 66 года                       | Sixty Six                             | тётя Лила                |
| 2006         | ф   | Сцены сексуального характера            | Scenes of a Sexual Nature             | Сара Уильямс             |
| 2006—2023    | с   | Доктор Кто                              | Doctor Who                            | Донна Ноубл              |
| 2007         | тф  | Дневник плохой мамаши                   | The Bad Mother's Handbook             | Карен Купер              |
| 2007         | ф   | Революция миссис Ратклифф               | Mrs Ratcliffe's Revolution            | Дороти Ратклифф          |
| 2010         | ф   | Путешествия Гулливера                   | Gulliver's Travels                    | королева Изабель         |
| 2011         | ф   | Монте-Карло                             | Monte Carlo                           | Алиcия Уинтроп-Скотт     |
| 2011         | тсп | Много шума из ничего                    | Much Ado About Nothing                | Беатриче                 |
| 2011         | с   | Это Джинси                              | This is Jinsy                         | Рупина Крэйл             |
| 2011—2013    | с   | Офис                                    | The Office                            | Нелли Бертрам            |
| 2012         | с   | Неуравновешенные                        | Psychobitches                         | Ева Браун / Эдит Пиаф    |
| 2013—2014    | с   | Большая школа                           | Big School                            | Сара Постерн             |
| 2014—2015    | с   | Бабуля Кэтрин Тейт                      | Catherine Tate's Nan                  | Джоанни Тейлор           |
| 2014         | ф   | Лучшее Рождество: Чувак, где мой осёл?! | Nativity 3: Dude, Where's My Donkey?! | Софи Форд                |
| 2015         | тсп | Голосование                             | The Vote                              | Кирсти Хендерсон         |
| 2015         | ф   | СуперБоб                                | SuperBob                              | Тереза Форд              |
| 2016         | тф  | Мальчик-миллиардер                      | Billionaire Boy                       | Сапфир Даймонд           |
| 2016         | тф  | Не беспокоить                           | Do Not Disturb                        | Анна Уильямс             |
| 2016         | с   | Пьяная история                          | Drunk History                         | Мэри Уилсон / Элси Райт  |
| 2017—2021    | мс  | Утиные истории                          | DuckTales                             | Магика де Гипноз         |
| 2018         | кор | Главные женские роли                    | Leading Lady Parts                    | главный кастинг-директор |
| 2022         | ф   | Жизнь бабули                            | The Nan Movie                         | Джоанни Тейлор           |
| 2022         | с   | Преступницы                             | Hard Cell                             | различные роли           |
| 2023         | с   | Королева страны Оз                      | Queen of Oz                           | королева Джорджиана      |
| 2025 — н. в. | с   | Каждый за себя                          | Going Dutch                           | Катя Вандерхофф          |

## Награды и номинации
Информация о наградах и номинациях актрисы взята с официальных сайтов премий и портала IMDb.
| Награды и номинации                           | Награды и номинации | Награды и номинации                           | Награды и номинации  | Награды и номинации | Награды и номинации |
| Награда                                       | Год                 | Категория                                     | Работа               | Результат           |                     |
| --------------------------------------------- | ------------------- | --------------------------------------------- | -------------------- | ------------------- | ------------------- |
| Международная премия «Эмми»                   | 2005                | Лучшая актриса                                | Шоу Кэтрин Тейт      | Номинация           |                     |
| Премия «Королевского телевизионного общества» | 2005                | Лучший новичок                                | Шоу Кэтрин Тейт      | Победа              |                     |
| Премия «Королевского телевизионного общества» | 2006                | Лучшая комедийная актриса                     | Шоу Кэтрин Тейт      | Победа              |                     |
| Премия журнала «Glamour»                      | 2007                | Смешная женщина                               | Шоу Кэтрин Тейт      | Победа              |                     |
| Британская комедийная премия                  | 2004                | Лучшая актриса                                | Шоу Кэтрин Тейт      | Номинация           |                     |
| Британская комедийная премия                  | 2004                | Лучший новичок                                | Шоу Кэтрин Тейт      | Победа              |                     |
| Британская комедийная премия                  | 2005                | Лучшая актриса                                | Шоу Кэтрин Тейт      | Номинация           |                     |
| Британская комедийная премия                  | 2005                | Победитель зрительского голосования           | Шоу Кэтрин Тейт      | Победа              |                     |
| Британская комедийная премия                  | 2006                | Лучшая актриса                                | Шоу Кэтрин Тейт      | Победа              |                     |
| Британская комедийная премия                  | 2007                | Лучшая актриса                                | Шоу Кэтрин Тейт      | Номинация           |                     |
| Премия журнала «SFX»                          | 2008                | Лучшая актриса                                | Доктор Кто           | Победа              |                     |
| Премия журнала «TV Quick»                     | 2008                | Лучшая актриса                                | Доктор Кто           | Победа              |                     |
| Национальная телевизионная премия             | 2006                | Самая популярная комедийная программа         | Шоу Кэтрин Тейт      | Номинация           |                     |
| Национальная телевизионная премия             | 2007                | Самая популярная комедийная программа         | Шоу Кэтрин Тейт      | Победа              |                     |
| Национальная телевизионная премия             | 2008                | Выдающееся исполнение роли в драме            | Доктор Кто           | Номинация           |                     |
| Театральная премия «WhatsOnStage»             | 2012                | Лучшая женская роль второго плана в спектакле | С Рождеством!        | Победа              |                     |
| Театральная премия «WhatsOnStage»             | 2012                | Театральное событие года                      | Много шума из ничего | Победа              |                     |
| Премия Гильдии киноактёров США                | 2013                | Лучший актёрский состав в комедийном сериале  | Офис                 | Номинация           |                     |
| Премия BAFTA в области телевидения            | 2005                | Лучший новый сценарист                        | Шоу Кэтрин Тейт      | Номинация           |                     |
| Премия BAFTA в области телевидения            | 2005                | Лучшая комедийная программа или сериал        | Шоу Кэтрин Тейт      | Номинация           |                     |
| Премия BAFTA в области телевидения            | 2006                | Лучшая комедийная программа                   | Шоу Кэтрин Тейт      | Номинация           |                     |
| Премия BAFTA в области телевидения            | 2006                | Лучшая комедийная актриса                     | Шоу Кэтрин Тейт      | Номинация           |                     |
| Премия BAFTA в области телевидения            | 2007                | Лучшая комедийная программа                   | Шоу Кэтрин Тейт      | Номинация           |                     |
| Премия BAFTA в области телевидения            | 2011                | Лучшая комедийная программа                   | Хлопушки             | Номинация           |                     |
| Премия BAFTA в области телевидения            | 2015                | Лучшая комедийная актриса                     | Бабуля Кэтрин Тейт   | Номинация           |                     |